# Новобілянська волость
Новобілянська волость — історична адміністративно-територіальна одиниця Старобільського повіту Харківської губернії із центром у слободі Ново-Білинка.
Станом на 1885 рік складалася з 4 поселень, 3 сільських громад. Населення — 6785 осіб (3400 чоловічої статі та 3385 — жіночої), 994 дворових господарства.
|                     | Площа, десятин | У тому числі орної, дес. |
| ------------------- | -------------- | ------------------------ |
| Сільських громад    | 19468          | 8039                     |
| Приватної власності | 1503           | 1323                     |
| Іншої власності     | 198            | 198                      |
| Загалом             | 21169          | 9560                     |

Основні поселення волості станом на 1885:
- Ново-Білинка — колишня державна слобода при річці Біла за 65 верст від повітового міста, 5456 осіб, 830 дворових господарств, 2 православні церкви, школа, 4 лавки, 5 ярмарки на рік.
- Трембачеве — колишній державний хутір при річці Біла, 974 особи, 120 дворових господарств.